# Stormyrtjärnen (Bodsjö socken, Jämtland)
Stormyrtjärnen är en sjö i Bräcke kommun i Jämtland och ingår i Ljungans huvudavrinningsområde. Sjön har en area på 0,0751 kvadratkilometer och ligger 391,4 meter över havet.

## Delavrinningsområde
Stormyrtjärnen ingår i det delavrinningsområde (696984-145622) som SMHI kallar för Utloppet av Bodsjön. Medelhöjden är 340 meter över havet och ytan är 62,41 kvadratkilometer. Räknas de 83 avrinningsområdena uppströms in blir den ackumulerade arean 811,08 kvadratkilometer. Gimån som avvattnar avrinningsområdet har biflödesordning 2, vilket innebär att vattnet flödar genom totalt 2 vattendrag innan det når havet efter 219 kilometer. Avrinningsområdet består mestadels av skog (62 procent). Avrinningsområdet har 17,13 kvadratkilometer vattenytor vilket ger det en sjöprocent på 27,4 procent.